# Budstar-NPU Kijów
FK Budstar-NPU Kijów (ukr. ФК «Будстар-НПУ» Київ) – ukraiński klub futsalu mężczyzn i kobiet, mający siedzibę w mieście Kijów w środkowo-północnej części kraju, grający od sezonu 2018/19 w rozgrywkach futsalowej Wyższej Ligi kobiet.

## Historia
Chronologia nazw:
- 1997: FK Budstar Kijów (ukr. ФК «Будстар» Київ)
- 1998: klub w fuzji z Unisport Kijów
- 2003: FK Budstar Kijów (ukr. ФК «Будстар» Київ)
- 2018: FK Budstar-NPU Kijów (ukr. ФК «Будстар-НПУ» Київ)
- 2020: FK Kobra-NPU Kijów (ukr. ФК «Кобра-НПУ» Київ)
- 2021: FK Uniwersytet Drahomanowa Kijów (ukr. ФК «Університет Драгоманова» Київ)
- 2021: FK Łeonas FSF Kijów (ukr. ФК «Леонас FSF» Київ)
- 2021: FK Budstar-NPU/Łeonas Kijów (ukr. ФК «Будстар-НПУ/Леонас» Київ)
- 2021: FK Łeonas-Uniwersytet Drahomanowa Kijów (ukr. ФК «Леонас-Університет Драгоманова» Київ)
- 2021: FK Budstar-NPU Kijów (ukr. ФК «Будстар-НПУ» Київ)

Klub futsalu Budstar został założony w Kijowie w 1997 roku. W sezonie 1997/98 męski zespół startował w Pierwszej lidze futsalu (D2). Przed rozpoczęciem nowego sezonu 1998/99 zespół połączył się z klubem Unisport Kijów, grającym w Wyższej lidze, i potem występował z nazwą Unisport-Budstar Kijów. W 2003 fuzja została rozwiązana i klub wrócił do swojej nazwy Budstar.
W 2018 roku klub nawiązał współpracę z Narodowym Uniwersytetem Pedagogicznym, który w latach 2007–2016 reprezentował żeński klub Biłyczanka-NPU. W sezonie 2018/19 żeńska drużyna z nazwą Budstar-NPU zgłosiła się do rozgrywek futsalowej Wyższej Ligi kobiet, zajmując trzecie miejsce wśród 7 zespołów. W następnym sezonie 2019/20 klub zdobył mistrzostwo oraz Puchar Ukrainy. W listopadzie 2020 został zmieniony herb klubu. 26 listopada 2020 klub zmienił nazwę na Kobra-NPU, ale już 13 marca 2021 przyjął nazwę Uniwersytet Drahomanowa Sezon 2020/21 zespół zakończył na trzecim miejscu. W czerwcu 2021 klub z nazwą Łeonas FSF zdobył Puchar Kijowa w piłce nożnej plażowej. Na początku sierpnia 2021 jako Łeonas-Uniwersytet Drahomanowa organizował międzynarodowy Puchar Estrellas Cup 2021, a 20 sierpnia 2021 roku już jako Budstar-NPU/Łeonas wygrał Superpuchar Ukrainy w futsalu. 23 września 2021 ogłoszono o zmianie nazwy klubu na Budstar-NPU.

## Barwy klubowe, strój, herb, hymn
|  |  |

Klub ma barwy czerwono-żółte. Piłkarki domowe spotkania zazwyczaj grają w granatowych koszulkach z niebieskimi rękawami, granatowych spodenkach oraz granatowych getrach.

## Sukcesy

### Trofea międzynarodowe
Nie uczestniczył w rozgrywkach europejskich (stan na 31-05-2021).

### Trofea krajowe
| \| \| Zdobyte trofea w rozgrywkach Ukrainy (stan na: 31-05-2021) \| |                                                            |      |                  |
| Rozgrywki                                                           | Osiągnięcie                                                | Razy | Sezon(y)         |
| · Mistrzostwo                                                       | I miejsce                                                  | 1    | 2019/20          |
| · Mistrzostwo                                                       | II miejsce                                                 | 0    |                  |
| · Mistrzostwo                                                       | III miejsce                                                | 2    | 2018/19, 2020/21 |
| Puchar                                                              | zdobywca                                                   | 1    | 2019/20          |
| Puchar                                                              | finalista                                                  | 1    | 2018/19          |
| · Superpuchar                                                       | zdobywca                                                   | 1    | 2021             |
| · Superpuchar                                                       | finalista                                                  | 0    |                  |
| II liga                                                             | I miejsce                                                  | 0    |                  |
| II liga                                                             | II miejsce                                                 | 0    |                  |
| II liga                                                             | III miejsce                                                | 0    |                  |
| Ukraina                                                             | Zdobyte trofea w rozgrywkach Ukrainy (stan na: 31-05-2021) |      |                  |

## Poszczególne sezony

### Rozgrywki międzynarodowe

#### Europejskie puchary
Nie uczestniczył w rozgrywkach europejskich (stan na 31-05-2021).

### Rozgrywki krajowe
| \| \| Bilans występów klubu w rozgrywkach Ukrainy (Stan na 31 maja 2021 r.) \| |                                                                       |        |       |   |   |   |    |    |     |         |        |        |      |
| Poziom                                                                         | Rozgrywki                                                             | Sezony | Mecze | Z | R | P | B+ | B– | Pkt | Lata    | Awanse | Spadki | Naj. |
| I                                                                              | Wyszcza liha                                                          | 5      |       |   |   |   |    |    |     | od 2018 | 0      | 0      | 1    |
| II                                                                             | Persza liha                                                           | 0      |       |   |   |   |    |    |     |         | 0      | 0      |      |
|                                                                                | Puchar Ukrainy                                                        | 3      |       |   |   |   |    |    |     | od 2018 | 0      | 0      | 1    |
| Ukraina                                                                        | Bilans występów klubu w rozgrywkach Ukrainy (Stan na 31 maja 2021 r.) |        |       |   |   |   |    |    |     |         |        |        |      |

## Piłkarki, trenerzy, prezydenci i właściciele klubu

### Trenerzy
| Lp. | Imię i nazwisko  | Okres urzędowania | Okres urzędowania |
| --- | ---------------- | ----------------- | ----------------- |
| 1.  | Ołeksandr Ratycz | 2018              | obecnie           |

## Hala
Drużyna rozgrywa swoje mecze w Hali SK NPU im. Drahomanowa, znajdującej się przy ul. Turheniwśka 3-9 w Kijowie.

### Inne sekcje
Klub oprócz głównej drużyny prowadzi drużynę młodzieżowe oraz dla dzieci, grające w turniejach miejskich.

### Derby
- IMS-NUChT Kijów